# Colakreek
Colakreek is een recreatiepark in Suriname, iets ten zuiden van de J.A. Pengel International Airport. Het recreatieoord ligt in een bosrijke omgeving in het district Para op 50 kilometer afstand van Paramaribo. Het park is schaduwrijk en heeft witte savannezanden. Het wordt door toeristen en Surinamers bezocht.
Colakreek is een  zwartwaterrivier en heeft zijn naam te danken aan het donkerbruine kreekwater dat lijkt op Cola. De kleur ontstaat door vallende bladeren en dit proces houdt de zuurgraad van het water constant aan de lage (zure) kant, waardoor het veilig zwemwater is. Het is een zijrivier van de Coropinakreek.
Colakreek is rond de Tweede Wereldoorlog tot ontwikkeling gekomen toen Amerikaanse militairen in Suriname gelegerd waren. In 1995 is de exploitatie van Colakreek in handen gekomen van de METS en werd het recreatieoord gerenoveerd.
Er zijn de volgende accommodaties:
- Open Hutten: 25 stuks
- Open Kampen: 3 stuks
- Vakantiehuizen: 5 stuks

Er zijn de volgende attracties:
- Waterfietsen
- Waterhangmatten
- Een Boomhut
- Kinderglijrots
- Kinderglijtunnel